# Ricardo Jaimes Freyre
 (janvier 2017).
Si vous disposez d'ouvrages ou d'articles de référence ou si vous connaissez des sites web de qualité traitant du thème abordé ici, merci de compléter l'article en donnant les références utiles à sa vérifiabilité et en les liant à la section « Notes et références ».
Ricardo Jaimes Freyre  est un poète bolivien né à Tacna le 12 mai 1868 et mort à Buenos Aires le 24 avril 1933. Son œuvre poétique est influencée par le symbolisme et est importante dans le développement du courant moderniste d'Amérique latine. Parmi ses principaux poèmes, on peut citer Castalia bárbara (Castalia barbare, 1899), inspiré par la mythologie nordique, et Los sueños son vida (Les songes sont la vie, 1917).